# Caperdonich
Caperdonich je skotská palírna společnosti Pernod Ricard nacházející se ve městě Rothes v hrabství Morayshire, jež vyrábí skotskou sladovou malt whisky.

## Historie
Palírna byla založena v roce 1897 jako Glen Grant No.2 a produkuje čistou sladovou malt whisky. Palírna byla po svém otevření pouhé čtyři roky v provozu a poté byla uzavřena na dlouhých 63 let. Vzkřísila ji až společnost Seagram pod kterou tehdy přešla spolu s palírnou Glen Grant. Produkuje whisky značky Caperdonich. Nestáčí se a celá produkce se míchá. Tato whisky je matné borovicové vůně.